# Nikustak
Nikustak (macedónul: Никуштак, albánul Nikushtaku) település Észak-Macedóniában, a Északkeleti körzetben, Lipkovo községben.

## Népesség
| Lakosok száma | 1331 | 1383 | 1414 | 1411 | 1433 | 14   | 1558 | 1748 | 1572 |
|               | 1948 | 1953 | 1961 | 1971 | 1981 | 1991 | 1994 | 2002 | 2021 |

- 2002-ben 1748 lakosa volt, akik közül 1744 albán, 1 macedón és 3 egyéb.